# Gran Premio de los Países Bajos de Motociclismo de 1976
El Gran Premio de los Países Bajos de Motociclismo de 1976 fue la sexta prueba de la temporada 1976 del Campeonato Mundial de Motociclismo. El Gran Premio se disputó el 26 de junio de 1976 en el Circuito de Assen.

## Resultados 500cc
En la categoría reina, victoria fácil para Barry Sheene que aventajó en 45 segundos al segundo clasificado, el estadounidense Pat Hennen, en la línea de meta. A esta alturas de temporada, Sheene aventaja en 38 puntos a sus seguidores en la general.
| Pos.     | Piloto              | Equipo          | Tiempo    | Pts. |
| -------- | ------------------- | --------------- | --------- | ---- |
| 1        | Barry Sheene        | Suzuki          | 48' 44" 9 | 15   |
| 2        | Pat Hennen          | Suzuki          | +45" 6    | 12   |
| 3        | Wil Hartog          | Suzuki          | +1' 05" 4 | 10   |
| 4        | Alex George         | Yamaha          | +1' 13" 4 | 8    |
| 5        | Jack Findlay        | Suzuki          |           | 6    |
| 6        | John Williams       | Suzuki          |           | 5    |
| 7        | Bernard Fau         | Yamaha          |           | 4    |
| 8        | Rob Bron            | Yamaha          |           | 3    |
| 9        | Helmut Kassner      | Suzuki          |           | 2    |
| 10       | Dave Potter         | Yamaha          |           | 1    |
| 11       | Piet van der Wal    | Yamaha          |           |      |
| 12       | Hans Braumandl      | Yamaha          |           |      |
| Ret      | Philippe Coulon     | Suzuki          | Ret       |      |
| Ret      | Christian Estrosi   | Suzuki          | Ret       |      |
| Ret      | Kees van der Kruijs | Yamaha          | Ret       |      |
| Ret      | Dick Alblas         | König           | Ret       |      |
| Ret      | Phil Read           | Suzuki          | Ret       |      |
| Ret      | Marcel Ankoné       | Suzuki          | Ret       |      |
| Ret      | Boet van Dulmen     | Yamaha          | Ret       |      |
| Ret      | Giacomo Agostini    | Suzuki          | Ret       |      |
| Ret      | John Newbold        | Suzuki          | Ret       |      |
| Ret      | Teuvo Länsivuori    | Suzuki          | Ret       |      |
| Ret      | Karl Auer           | Yamaha          | Ret       |      |
| Ret      | Jean-Philippe Orban | Yamaha          | Ret       |      |
| Ret      | Jean-Paul Boinet    | Yamaha          | Ret       |      |
| Ret      | Michel Rougerie     | Suzuki          | Ret       |      |
| Ret      | Gianfranco Bonera   | Harley-Davidson | Ret       |      |
| DNS      | Marco Lucchinelli   | Harley-Davidson | DNS       |      |
| DNS      | Johnny Cecotto      | Yamaha          | DNS       |      |
| Sources: |                     |                 |           |      |

## Resultados 350cc
En 350cc, el vencedor fue el actual campeón del mundo, el italiano Giacomo Agostini, con en un tiempo de 49'30"4 seguido del francés Patrick Pons. El venezolano Johnny Cecotto, aunque llegó en octavo lugar en este Gran Premio, conserva el liderazgo en la clasificación del Campeonato.
| Pos. | Piloto                 | Moto            | Tiempo    | Pts. |
| ---- | ---------------------- | --------------- | --------- | ---- |
| 1    | Giacomo Agostini       | MV Agusta       | 49' 30" 4 | 15   |
| 2    | Patrick Pons           | Yamaha          | +24" 1    | 12   |
| 3    | Chas Mortimer          | Maxton-Yamaha   | +46" 3    | 10   |
| 4    | Bruno Kneubühler       | Yamaha          | +50" 7    | 8    |
| 5    | John Dodds             | Yamaha          |           | 6    |
| 6    | Franco Uncini          | Yamaha          |           | 5    |
| 7    | Tom Herron             | Yamaha          |           | 4    |
| 8    | Johnny Cecotto         | Yamaha          |           | 3    |
| 9    | Dieter Braun           | Yamaha          |           | 2    |
| 10   | Philippe Bouzanne      | Yamaha          |           | 1    |
| 11   | Olivier Chevallier     | Yamaha          |           |      |
| 12   | Philippe Coulon        | Yamaha          |           |      |
| 13   | Alex George            | Yamaha          |           |      |
| 14   | Piet van der Wal       | Yamaha          |           |      |
| 15   | Bert Struyk            | Yamaha          |           |      |
| Ret  | Pentti Korhonen        | Yamaha          | Ret       |      |
| Ret  | Patrick Fernandez      | Yamaha          | Ret       |      |
| Ret  | Boet van Dulmen        | Yamaha          | Ret       |      |
| Ret  | Takazumi Katayama      | Yamaha          | Ret       |      |
| Ret  | Walter Villa           | Harley-Davidson | Ret       |      |
| Ret  | Jean-François Baldé    | Yamaha          | Ret       |      |
| Ret  | Jean-Louis Guignabodet | Yamaha          | Ret       |      |
| Ret  | Gianfranco Bonera      | Harley-Davidson | Ret       |      |
| Ret  | Jack Findlay           | Yamaha          | Ret       |      |
| Ret  | Karl Auer              | Yamaha          | Ret       |      |
| Ret  | Gérard Choukroun       | Yamaha          | Ret       |      |
| Ret  | Leif Gustafsson        | Yamaha          | Ret       |      |
| Ret  | Víctor Palomo          | Yamaha          | Ret       |      |
| Ret  | Charlie Williams       | Yamaha          | Ret       |      |
| DNQ  | Rob Bron               | Yamaha          | DNQ       |      |

## Resultados 250cc
En el cuarto de litro, victoria del italiano Walter Villa por delante de su máximo rival en la lucha por el campeonato, el japonés Takazumi Katayama, que fue segundo. De esta manera, el italiano aventaja en nueve puntos al nipón en la clasificación general.
| Pos. | Piloto              | Moto            | Tiempo    | Pts. |
| ---- | ------------------- | --------------- | --------- | ---- |
| 1    | Walter Villa        | Harley Davidson | 47' 31" 4 | 15   |
| 2    | Takazumi Katayama   | Yamaha          | +16" 2    | 12   |
| 3    | John Dodds          | Yamaha          | +37" 8    | 10   |
| 4    | Gianfranco Bonera   | Harley Davidson | +44" 2    | 8    |
| 5    | Víctor Palomo       | Yamaha          |           | 6    |
| 6    | Patrick Fernandez   | Yamaha          |           | 5    |
| 7    | Tom Herron          | Yamaha          |           | 4    |
| 8    | Bruno Kneubühler    | Yamaha          |           | 3    |
| 9    | Dieter Braun        | Yamaha          |           | 2    |
| 10   | Franco Uncini       | Yamaha          |           | 1    |
| 11   | Bernard Fau         | Yamaha          |           |      |
| 12   | Jon Ekerold         | Yamaha          |           |      |
| 13   | Pekka Nurmi         | Yamaha          |           |      |
| 14   | Marcel Ankoné       | Yamaha          |           |      |
| 15   | Olivier Chevallier  | Yamaha          |           |      |
| 16   | Henk van Kessel     | Yamaha          |           |      |
| 17   | Rolf Minhoff        | Yamaha          |           |      |
| 18   | Matti Rainup        | MZ              |           |      |
| Ret  | Tapio Virtanen      | MZ              | Ret       |      |
| Ret  | Patrick Pons        | Yamaha          | Ret       |      |
| Ret  | Chas Mortimer       | Yamaha          | Ret       |      |
| Ret  | Pentti Korhonen     | Yamaha          | Ret       |      |
| Ret  | Jan Hardonk         | Harley-Davidson | Ret       |      |
| Ret  | Charlie Williams    | Yamaha          | Ret       |      |
| Ret  | Harald Bartol       | Yamaha          | Ret       |      |
| Ret  | Christian Estrosi   | Yamaha          | Ret       |      |
| Ret  | Philippe Bouzanne   | Yamaha          | Ret       |      |
| Ret  | Jean-François Baldé | Yamaha          | Ret       |      |
| Ret  | Paolo Pileri        | Morbidelli      | Ret       |      |
| DNS  | Hans Stadelmann     | Yamaha          | DNS       |      |

## Resultados 125cc
Victoria de Pier Paolo Bianchi en este Gran Premio, que le permite colocarse en la primera posición de la clasificación general. El italiano Paolo Pileri y el español Ángel Nieto son segundo y tercero respectivamente tanto en la carrera como en la clasificación general.
| Pos. | Piloto                 | Moto       | Tiempo    | Pts. |
| ---- | ---------------------- | ---------- | --------- | ---- |
| 1    | Pier Paolo Bianchi     | Morbidelli | 46' 38"   | 15   |
| 2    | Paolo Pileri           | Morbidelli | +47" 2    | 12   |
| 3    | Ángel Nieto            | Bultaco    | +1' 01" 3 | 10   |
| 4    | Jean-Louis Guignabodet | Morbidelli |           | 8    |
| 5    | Stefan Dörflinger      | Morbidelli |           | 6    |
| 6    | Anton Mang             | Morbidelli |           | 5    |
| 7    | Cees van Dongen        | Morbidelli |           | 4    |
| 8    | Eugenio Lazzarini      | Morbidelli |           | 3    |
| 9    | Xaver Tschannen        | Maico      |           | 2    |
| 10   | Pierre-Jean Cecchini   | Maico      |           | 1    |
| 11   | Hans Müller            | Yamaha     |           |      |
| 12   | Piet van Niel          | Yamaha     |           |      |
| 13   | Pentti Salonen         | Yamaha     |           |      |
| 14   | Hans Hallberg          | Yamaha     |           |      |
| 15   | Bert Klaassens         | Yamaha     |           |      |
| 16   | Julien van Zeebroeck   | Morbidelli |           |      |
| Ret  | Hans-Jürgen Hummel     | Yamaha     | Ret       |      |
| Ret  | Ulrich Graf            | Yamaha     | Ret       |      |
| Ret  | Horst Seel             | Seel       | Ret       |      |
| Ret  | Matti Kinnunen         | Maico      | Ret       |      |
| Ret  | Claudio Lusuardi       | Malanca    | Ret       |      |
| Ret  | Kent Andersson         | Yamaha     | Ret       |      |
| Ret  | Peter Frohmeyer        | NAVA- DRS  | Ret       |      |
| Ret  | Harald Bartol          | Morbidelli | Ret       |      |
| Ret  | Henk van Kessel        | AGV Condor | Ret       |      |
| Ret  | Jan Ubels              | Buton      | Ret       |      |
| Ret  | Gert Bender            | Bender     | Ret       |      |

## Resultados 50cc
Victoria de la Bultaco del español Ángel Nieto, que se coloca con ventaja en la clasificación general. Un triunfo con el que el zamorano se pone a comandar la clasificación general con 40 puntos, tres más que el alemán Herbert Rittberger, que fue tercero.
| Pos. | Piloto               | Moto              | Tiempo    | Pts. |
| ---- | -------------------- | ----------------- | --------- | ---- |
| 1    | Ángel Nieto          | Bultaco           | 33' 10" 4 | 15   |
| 2    | Ulrich Graf          | Kreidler          | +18" 4    | 12   |
| 3    | Herbert Rittberger   | Van Veen-Kreidler | +21" 3    | 10   |
| 4    | Eugenio Lazzarini    | UFO-Morbidelli    |           | 8    |
| 5    | Theo van Geffen      | Kreidler          |           | 6    |
| 6    | Rudolf Kunz          | Kreidler          |           | 5    |
| 7    | Gerrit Strikker      | Kreidler          |           | 4    |
| 8    | Engelbert Kip        | Kreidler          |           | 3    |
| 9    | Günter Schirnhofer   | Kreidler          |           | 2    |
| 10   | Aldo Pero            | Kreidler          |           | 1    |
| 11   | Theo Timmer          | Kreidler          |           |      |
| 12   | Ton Kooyman          | Hemeyla           |           |      |
| 13   | Ingo Emmerich        | Kreidler          |           |      |
| 14   | Stefan Dörflinger    | Kreidler          |           |      |
| 15   | Julien van Zeebroeck | Kreidler          |           |      |
| 16   | Joaquín Galí         | Derbi             |           |      |
| 17   | Peter Looijesteijn   | Kreidler          |           |      |
| 18   | Yves Le Tourmelin    | Scrab-Tyl         |           |      |
| 19   | Ramón Galí           | Derbi             |           |      |
| 20   | Guido de Lys         | Kreidler          |           |      |
| Ret  | Wim van Beek         | DRM               | Ret       |      |
| Ret  | Terence Keane        | Kreidler          | Ret       |      |
| Ret  | Nico Polane          | Kreidler          | Ret       |      |
| Ret  | Patrick de Wulf      | Kreidler          | Ret       |      |
| Ret  | Cees van Dongen      | Kreidler          |           |      |
| DNF  | Hans-Jürgen Hummel   | Kreidler          | Ret       |      |
| Ret  | Bruce Brady          | Kreidler          | Ret       |      |
| Ret  | Adri de Korte        | Kreidler          | Ret       |      |